# Richard Bagnall-Oakeley
Richard Bagnall-Oakeley, född 12 november 1865, död 5 juli 1947, var en brittisk bågskytt. Han deltog vid olympiska sommarspelen 1908.